# 斯文·乌爾賴希
斯文·乌爾賴希（德語：Sven Ulreich，1988年8月3日—）是一位德國足球運動員。在場上的位置是守門員。現效力於德甲球會拜仁慕尼黑。他也曾代表德國各級國青隊參加賽事。

## 球员生涯

### 业余生涯
乌尔赖希是先后在利希滕瓦尔德（TSV Lichtenwald）和绍恩巴赫开始自己的足球生涯。在斯图加特主办的一次选拔日中，他被该俱乐部相中，遂于1998年加盟斯图加特少年队。2005年，在青训梯队中逐步成长的乌尔赖希随斯图加特19岁以下青年队夺得德国青年锦标赛冠军。随后在2005-06赛季，乌尔赖希遭遇了严重的肩伤困扰，使他的职业生涯受到影响。一年后，乌尔赖希的伤势恢复并重新投入球队。2007年3月，这位年仅19岁的年轻球员在南部地区联赛第22轮首次代表斯图加特二队参赛，并成为这一梯队的主力球员。

### 职业生涯
在参加了29场地区联赛并只有23个失球后，乌尔赖希于2008年1月被俱乐部主帅阿明·费提拔至斯图加特一线队，以作为转会至弗赖堡的二号门将米夏埃尔·朗格的继任者。他与斯图加特签订了一份至2011年届满的职业合同。

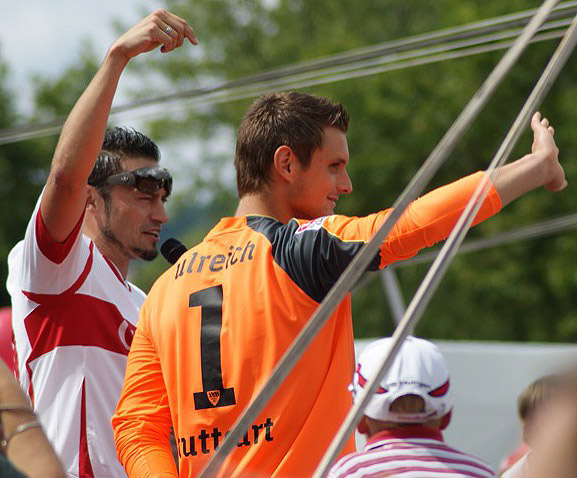
乌尔赖希于2010年成为斯图加特的新1号

2008年2月9日，乌尔赖希在2007-08赛季德甲下半程第二轮顶替拉斐尔·舍费尔成为主力门将，并在对阵柏林赫塔的主场比赛中完成德甲首秀。但在10场比赛过后，舍费尔再度取代了他的位置。在最后一轮主场对阵比勒费尔德的比赛（2比2）中，乌尔赖希在舍费尔自己要求休战的情况下再次获得登场机会。在2008-09赛季，他是继延斯·莱曼和亚历山大·施托尔茨之后的队内第三门将，并重返二队成为参加德丙联赛的主力门将。在随后的一个赛季，乌尔赖希首次成为与施托尔茨每隔4场比赛便轮换一次的替补门将和二队的主力门将。在联赛下半程开始后，随着莱曼遭停赛，时任斯图加特主教练的克里斯蒂安·格罗斯决定在莱曼停赛期间，将乌尔赖希作为固定的替补门将。
2010年4月6日，乌尔赖希将他与斯图加特的合同提前延长至2013年6月底。
在莱曼于2010年5月退役后，乌尔赖希自2010-11赛季起成为斯图加特的新主力门将。在2011年2月的欧洲联赛32强次回合对阵本菲卡的比赛中，乌尔赖希替换首发的马克·齐格勒出场。在齐格勒于这场比赛受伤后，乌尔赖希重获主力位置，并帮助斯图加特在赛季上半程仅积12分的情况下于下半程狂揽30分。至2011-12赛季冬歇期，乌尔赖希在17场联赛的表现优异，被专业杂志《踢球者》评为关注级球员，并被体育网站sportal.de评为德甲最佳门将。2012年1月，乌尔赖希延长他与斯图加特的合同至2017年6月底。从2014-15赛季的第六轮至第十一轮，时任斯图加特主教练的阿明·费都将乌尔赖希安排在替补席，直至他的竞争对手托尔斯滕·基施鲍姆受伤。
至2015-16赛季，乌尔赖希转会至拜仁慕尼黑。他接受了一份为期三年的合同，至2018年6月30日止，并将占据在曼努埃尔·诺伊尔之后的替补门将位置。

### 漢堡
2020年10月3日，漢堡從拜仁慕尼黑簽下斯文·烏爾賴希，並提供為期三年的合約，替代丹尼爾·費爾南德斯成為首發門將。
2020年10月17日，烏爾賴希在球隊對上福爾特的客場比賽中首次亮相。
2021年6月4日，烏爾賴希與漢堡的合約提前終止。

### 重返拜仁慕尼黑
2021年6月27日，烏爾賴希以自由球員身分回到拜仁慕尼黑。

## 国家队生涯
乌尔赖希曾代表年龄组别为U16和U19的德国青年国家足球队出战，其中在2007年欧洲U19足球锦标赛中是作为马丁·曼内尔和拉尔夫·费尔曼之后的第三门将出征，并未获得登场机会。2009年8月12日，他在乌克兰举行的洛巴诺夫斯基杯对阵伊朗的比赛中完成了德国21岁以下国家足球队的首秀。然而，他却在第44分钟因在禁区内绊倒对手而领到红牌。尽管被判点球，但德国U21最终仍以1比0获胜。
2019年6月，门将贝恩德·莱诺因伤无法代表德国国家足球队参加与白俄罗斯、爱沙尼亚的两场2020年欧洲国家盃外围赛，国家队补选征召乌尔赖希入国家队。

## 榮譽

### 球會
拜仁慕尼黑
- 德甲冠軍：2015-16，2016-17，2017-18，2018-19，2019-20，2021–22，2022–23賽季
- 德国足协杯冠軍：2015-16，2018-19，2019-20賽季
- 德國超級盃冠軍：2016，2017，2018，2021，2022年
- 歐洲冠軍聯賽冠軍：2019－20賽季
- 歐洲超級盃冠軍：2020年[16]

### 個人
- 德甲賽季最佳陣容：2016－17賽季
- 拜仁慕尼黑賽季最佳球員：2017－18賽季[17]